# Y
Y, y er det 25. bogstav i det danske alfabet
Men på grund af den engelske måde at stave j på, bliver der stadig flere y'er i verden.

## Andre betydninger
Tegnet Y har mange betydninger.
- Kemisk symbol for grundstoffet Yttrium.
- y betegner i matematikken en ubekendt størrelse, ofte sammen med x og z.
- Y (Somme) – en fransk kommune
- Y er forkortelsen for SI-præfikset yotta.
- y er forkortelsen for SI-præfikset yokto
- VIN-kode for modelår 2000
- Y var partibogstav for Venstresocialisterne (1968-1988) og for Ny Alliance (2007-2008)